# Евфратисия
Евфратисия или Августа Евфратская (лат. Euphratensis или лат. Augusta Euphratensis) — римская провинция.
Провинция была создана в середине IV века из территории Келесирии и располагалась вдоль западного берега Евфрата. По словам Э. Хонигманна это событие произошло около 341 года, когда в Нижнем Египте появилась провинция Августамника. По словам Э. Девресса Евфратисия была создана между 342/343 и 359 годом.
Евфратисия входила в состав Восточного диоцеза, наместник которого жил в Антиохии, а в составе диоцеза принадлежала в преторианской префектуре Востока, префект которой жил в Константинополе.
По словам Аммиана Марцеллина, территория Евфратисии соответствовала территории древней Коммагены. Однако, по словам Эдмунда Спенсера Бужье, она также включала в себя Киррестику. Столицей провинции был Кирр или, возможно, Иераполис Бамбисский.